# Luka Gregorc
Luka Gregorc (* 14. února 1984, Lublaň, Slovinsko, tehdy Socialistická federativní republika Jugoslávie) je současný slovinský profesionální tenista. Ve své dosavadní kariéře nevyhrál žádný turnaj na okruhu ATP ve dvouhře ani ve čtyřhře. Nejvýše klasifikován na žebříčku ATP pro dvouhru byl na 172. místě (3. srpna 2009). K sezóně 2010 je jeho nejlepším výsledkem semifinále turnaje Pilot Pen Tennis 2008, do kterého se probojoval z kvalifikace a v němž podlehl Chorvatu Marinu Čilićovi. Žije ve floridském Boca Raton.
Trenérem je od roku 2004 Jihoafričan Marcos Ondruska.

## Tenisová kariéra
S tenisem začínal v pěti letech. Nejvyšším postavením na světovém juniorském žebříčku byla 9. příčka ve dvouhře a 14. ve čtyřhře. Na juniorkách Grand Slamu si zahrál semifinále deblu ve Wimbledonu 2001 spolu s Jamajčanem Ryanem Russellem.

### 1999–2007
Na profesionální okruh vstoupil ve slovinské Portoroži turnajem ITF kategorie Futures, na kterém podlehl v 1. kole Italovi Urosi Vicovi ve dvou setech 6–1, 6–3. První zápasové vítězství zaznamenal na dalším turnaji Futures hraném na Jamajce. V roce 2002 se probojoval do finále v Montego Bay, v němž prohrál s Američanem Brandonem Wagnerem.
Za Daviscupový tým Slovinska nastoupil v letech 2004, 2006, 2007, 2008, 2009 a 2010, a to ke dvouhře i čtyřhře jednou se spoluhráčem Mariem Tkalecem a několikrát s Gregou Žemljou. K roku 2010 odehrál 14 zápasů s poměrem 8 vítězství a 6 proher.
V roce 2005 vyhrál první a dosud jediný turnaj ve dvouhře, z kategorie Futures (ITF) ve Venezuele, když ve finále porazil domácího hráče Yohnyho Romera1–6, 6–0, 6–3. Ve čtyřhře získal tři tituly z kategorie Futures, nejdříve v roce 2002 spolu s Rogerem Andersonem v Montego Bay, druhý opět s ním a třetí se současným trenérem (2010) Marcosem Ondruskou.

## Pořadí na žebříčku ATP/ konec roku
| Rok    | 2000  | 2001    | 2002   | 2003   | 2004   | 2005   | 2006   | 2007   | 2008   | 2009   |
| Pořadí | 1334. | ▼ 1363. | ▲ 711. | ▲ 674. | ▼ 686. | ▲ 535. | ▲ 420. | ▼ 446. | ▲ 219. | ▼ 361. |